# Березка (Курська область)
Березка (рос. Берёзка) — присілок в Курському районі Курської області Російської Федерації.
Населення становить 181 особу. Входить до складу муніципального утворення Новопоселенівська сільрада.

## Історія
Населений пункт розташований на території українського етнічного та культурного краю Східна Слобожанщина.
Від 2004 року входить до складу муніципального утворення Новопоселенівська сільрада.

## Населення
1. Н/Д[2]